# 회심 (기독교)
회심은 표준국어대사전에 과거의 생활을 뉘우쳐 고치고 신앙에 눈을 뜸으로 정의되었다. 기독교 신학에서 회심이란 처음으로 예수를 믿고 하나님에게 돌아서는 결단이며 개종이다. 한번만 하는 것이다. 그러나 회개는 회심한 사람이 죄를 지었을때 하는 것으로 날마다 하는 것이다. 천주교에선 기독교 종파 내에서 천주교로의 종파내 기독교로의 개종을 회심이라 칭한다. 유대교와 기독교의 분열 전 유대교에서 개종한 사람도 한국 천주교에선 회심이라고 칭한다.